# Svartstjärtad släpkolibri
Svartstjärtad släpkolibri (Lesbia victoriae) är en fågel i familjen kolibrier.

## Utseende och läte
Svartstjärtad släpkolibri är en liten kolibri med en exceptionellt lång stjärt och en rätt kort och något nedåtböjd näbb. Fjäderdräkten är helgrön. Könen liknar varann, men honan är mer fläckad undertill och har kortare stjärt. Fågeln kan förväxlas med grönstjärtad sylf, men ses i olika miljöer. Jämfört med den mycket lika systerarten grönstjärtad släpkolibri har den längre och mer böjd näbb, läängre stjärt som också ser något böjd ut samt är något mattare grön. 

## Utbredning och systematik
Svartstjärtad släpkolibri förekommer i Anderna och delas in i tre underarter med följande utbredning:
- L. v. victoriae – södra Colombia (Nariño) och Ecuador
- L. v. juliae – norra och centrala Peru
- L. v. berlepschi – sydöstra Peru

## Levnadssätt
Svartstjärtad släpkolibri hittas i torra, snåriga och öppna miljöer, på mellan 2500 och 3800 meters höjd. Arten kan besöka kolibrimatningar, men ses oftare födosöka vid blommande buskar.

## Status och hot
Arten har ett stort utbredningsområde, men tros minska i antal, dock inte tillräckligt kraftigt för att den ska betraktas som hotad. Internationella naturvårdsunionen IUCN listar arten som livskraftig (LC).